# Here She Is...
Here She Is... è il secondo EP di Heidi Montag, pubblicato il 4 agosto 2009.

## Tracce
1. No More - 4:05
2. Overdosin' - 3:25
3. Look How I'm Doin' - 3:29
4. Turn Ya Head - 3:39
5. More Is More - 3:06
6. Blackout - 3:31
7. Your Love Found Me - 3:52